# Остров Анциферова
Остров Анциферова (до 1952 года — Ширинки, яп. 志林規島 Сиринки-то; на российской карте 1745 года — рус. дореф. Диаконъ/Диаковъ прочитывается как Дилковъ из-за особого шрифта; на французской 1750 года — Dilkov) — остров северной группы Большой гряды Курильских островов. С геологической точки зрения, является надводной частью вулкана Анциферова (другое название которого — вулкан Ширинки — происходит от старого айнского названия острова). Административно остров входит в Северо-Курильский городской округ Сахалинской области (с 1946 года). В настоящее время необитаем, хотя ранее на него регулярно наведывались для охоты и рыболовства айны. Одно из пяти мест Большой Курильской гряды, где размножается сивуч (наряду с о-вами Брат-Чирпоев, Райкоке, субархипелагами Среднего и Ловушки).

## Название
В настоящее время остров назван в честь русского землепроходца Данилы Яковлевича Анциферова. Айнское название острова закреплено соседними народами в видах Ширинки/Сиринки/Сиринкэ. По версии исследователя А. Ю. Акулова, в основе айнского названия лежит слово цирИн — «очень маленький» — и формант кэ. В айнском ц присутствует сибилянтный, т.е. свистящий компонент, и в некоторых случаях он превращается в с, в котором тоже есть сибилянтная составляющая, но который проще по артикуляции, и такой переход вполне возможен, когда айнское слово было заимствовано другими языками. Учитывая, что площадь острова Анциферова составляет всего 9,5 км2, то вариант толкования названия «очень маленький остров» представляется наиболее логичным. Согласно данной версии, вариант того же слова лежит в основе названия Чиринкотан, схожего по размерам с островом Ширинки (Анциферова). Согласно ещё одной версии, в переводе с айнского название Ширинки означает «место больших волн», намекая на цунами и отливы.

## География
Остров Анциферова отделён от расположенного в 14 км восточнее более крупного Парамушира проливом Лужина. Остров представляет собой надводную часть потухшего вулкана. Наивысшая точка 761 м (г. Ширинки). Кратер вершины вулкана выражен слабо. Длина береговой линии составляет 12 км. Склоны острова довольно круты, но скалистых обрывов при этом немного.
Из-за отстояния острова к западу от основной оси Большой Курильской гряды относится вулканологами к её западной зоне.
На начало XXI века остров необитаем. Своё русское имя остров получил в честь землепроходца Данилы Анциферова (ум. 1712), первооткрывателя Курильских островов.

## История

### В Российской Империи
В начале XVIII века остров был нанесён на карту камчатскими казаками, а по материалам съёмок Южного отряда Второй Камчатской экспедиции под руководством Мартына Шпанберга в 1738—1739 годах остров Ширинки показан на «Генеральной карте Российской Империи» в Академическом атласе 1745 года под русским названием Дьякон либо Дьяков (в дальнейшем не сохранилось).
В книге Степана Крашенинникова «Описание земли Камчатки» (1755 г.) содержатся следующие сведения об острове:
Третей Курильской остров называется Сирийки (ибо Алаид в числе не полагается), лежит от южно-западной изголови острова Поромусиря в западной стороне, а пролив между ими шириною верст на 5. В Генеральной российской карте объявлен он под именем Дьякова. На сей остров временем ездят курильцы двух первых островов для копания сарамы и ловли птиц на свое пропитание.
В 1760-х посланник камчатской администрации сотник Иван Чёрный заложил традицию порядкового исчисления островов и кучно расположенных субархипелагов Курильской гряды от Камчатки до Японии. Поэтому во времена гидрографических описаний конца 18 — начала 19 века остров также имел номерное обозначение в составе Курильской гряды — Третий. К 1787 году уже официально контролировался Российской империей.
Остров описан под названием Ширинки у Г.И. Шелихова в его «Путешествии г. Шелехова с 1783 по 1790 год из Охотска по Восточному Океану к Американским берегам...»:

Ширинки отстоит от второго чрез пролив около 20 верст, которой в тихой день по течению прогребают в 4 часа. Вокруг всего острова утес и камень сыпучей, по чему для судов пристаней не находится: пристают же к нему в тихое время, когда волнения с моря не бывает, на Байдарах для промыслу на пищу зверей и на платье птиц, Ара называемых. Остров в окружности имеет около 40 верст, и как в длину, так и в ширину равен. На нем есть круглая сопка, водятся Сивучи и Нерпа, а красные Лисицы заносимы бывают только на льду с других островов. Ростет корень Сарана, Упява, Усут, Куташ и сладкая трава; ягод, кроме Шикши не родится, лес ростет кедровой небольшой сланец и ольховник. Нет на нем текущих рек, ни ключей, ни источников, а только ямы и рытвины наполняются дождевою водою, которою приезжающие для промыслу курильцы довольствуются и бывают подвержены опасности, потому что кругом острова с утесов всегда сыплются не малые камни, которыми не только людей, но и птиц иногда убивает, почему на нем и жителей нет.
Симодский трактат 1855 года признал права Российской империи на остров, однако в 1875 году он, как и все находившиеся под российской властью Курилы, был передан Японии в обмен признание российских прав на Сахалин.

### В составе Японии
В 1875—1945 гг принадлежал Японии.
Согласно административно-территориальному делению Японии остров стал относиться к уезду (гуну) Шумшу (Сюмусю в японском произношении), который охватывал не только сам Шумшу, но и все близлежащие Курильские острова до Шиашкотана и Мусира на юге включительно. Уезд в свою очередь входил с 1876 по 1882 год в состав провинции Тисима под управлением Комиссии по колонизации Хоккайдо; с 1882 до 1886 года — в состав префектуры Нэмуро, после — префектуры Хоккайдо.
В годы Второй Мировой войны остров был милитаризирован. 25 августа 1945 года японские войска капитулировали без боя перед высаженными советскими войсками.

### В составе СССР/РСФСР—России
В 1945 году по итогам Второй мировой войны перешёл под юрисдикцию СССР.
2 февраля 1946 года включён в состав Южно-Сахалинской области.
2 января 1947 года включён в состав Сахалинской области РСФСР.
С 1991 года в составе России, как страны-правопреемницы СССР.

### Особая позиция Японии по территориальной принадлежности острова
Используя в территориальном споре с Россией фактор Сан-Францисского мирного договора 1951 года, который не был подписан СССР, японское правительство, тем не менее, опирается на те варианты толкований договоренностей между союзниками — СССР, США, Великобританией и Китаем — которые подкрепляют японскую позицию. В частности, поскольку в Сан-Францисском договоре не оговаривается, в пользу какого государства Япония отказывается от своих прав на Курилы, принадлежность острова, по мнению японского правительства, до сих пор не определена, а за Россией признаётся лишь «фактический контроль».

## Флора и фауна
Остров круглый год окружают холодные охотоморские воды. Ветровой режим здесь также довольно жёсткий, поэтому леса и деревья отсутствуют. Тем не менее, большое количество осадков и регулярные вторжения тёплых воздушных масс с Тихого океана способствуют росту буйной травянистой растительности (преобладает колосняк). Видовой состав тем не менее является самым бедным из всех Курильских островов: здесь учтено лишь 23 вида сосудистых растений.
На острове имеются крупные лежбища сивучей. Объектом изучения орнитологов являются также крупные птичьи базары острова. По данным на 2007 на острове гнездилось как минимум 11 видов морских птиц: глупыш, сизая качурка, северная качурка, краснолицый баклан, берингов баклан, тихоокеанская чайка, кайры (70 % из них это толстоклювая кайра), моёвка, старик, большая конюга. Самыми многочисленными видами являются топорок и глупыш. Изредка также фиксируются ипатка и тупик-носорог.